# Okręg Morges
Morges (fr. District de Morges, niem. Bezirk Morges) – okręg w zachodniej Szwajcarii, w kantonie Vaud. Siedziba administracyjna okręgu znajduje się w mieście Morges.

## Podział administracyjny
Okręg składa się z 56 gmin (commune) o powierzchni 373,10 km² i o liczbie mieszkańców 87 208.
1. Aclens
2. Allaman
3. Aubonne
4. Ballens
5. Berolle
6. Bière
7. Bougy-Villars
8. Bremblens
9. Buchillon
10. Chavannes-le-Veyron
11. Chevilly
12. Chigny
13. Clarmont
14. Cossonay
15. Cuarnens
16. Denens
17. Denges
18. Dizy
19. Echandens
20. Echichens
21. Eclépens
22. Etoy
23. Féchy
24. Ferreyres
25. Gimel
26. Gollion
27. Grancy
28. Hautemorges
29. La Chaux (Cossonay)
30. La Sarraz
31. Lavigny
32. L’Isle
33. Lonay
34. Lully
35. Lussy-sur-Morges
36. Mauraz
37. Moiry
38. Mollens
39. Mont-la-Ville
40. Montricher
41. Morges
42. Orny
43. Pompaples
44. Préverenges
45. Romanel-sur-Morges
46. Saint-Livres
47. Saint-Oyens
48. Saint-Prex
49. Saubraz
50. Senarclens
51. Tolochenaz
52. Vaux-sur-Morges
53. Villars-sous-Yens
54. Vufflens-le-Château
55. Vullierens
56. Yens

## Zmiany administracyjne
- 1 lipca 2011
  - przyłączenie gminy Pizy do miasta Aubonne
  - przyłączenie gmin Colombier, Monnaz i Saint-Saphorin-sur-Morges do gminy Echichens
- 1 stycznia 2021
  - przyłączenie gminy Montherod do miasta Aubonne
- 1 lipca 2021
  - utworzenie gminy Hautemorges z gmin Apples, Bussy-Chardonney, Cottens, Pampigny, Reverolle i Sévery